# 阿维亚诺
阿维亚诺（義大利語：Aviano），是意大利波代诺内省的一个市镇。总面积113.46平方公里，人口9277人，人口密度81.8人/平方公里（2009年）。ISTAT代码为093004。
美國駐歐空軍在該處設有阿維亞諾空軍基地，供軍機使用。